# Секейра (Уругвай)
Секейра (исп. Sequeira) — населённый пункт на крайнем севере Уругвая, в департаменте Артигас.

## История
2 ноября 2001 года получил статус села (Pueblo) постановлением № 17.413

## География
Расположен примерно в 80 км к югу от административного центра департамента, города Артигас и в 127 км к северо-востоку от города Сальто.

## Население
По данным на 2011 год население Секейра составляет 1149 человек.
| Год  | Население |
| ---- | --------- |
| 1963 | 880       |
| 1975 | 802       |
| 1985 | 650       |
| 1996 | 877       |
| 2004 | 970       |
| 2011 | 1149      |

Источник: Instituto Nacional de Estadística de Uruguay.